# Unterberger-Tretversuch

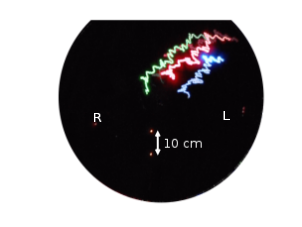
Cranio-Corpo-Graphie: Videodokumentation des Unterberger-Tretversuchs mit anschließender Bildüberlagerung

Der Unterberger-Tretversuch ist ein neurologischer Test zur Überprüfung der Reflexbahnen zwischen den Gleichgewichtszentren im Gehirn und dem Rückenmark (vestibulospinale Reflexe). Er wurde von dem österreichischen Arzt Siegfried Unterberger (1893–1979) entwickelt und nach ihm benannt. Bei der Untersuchung tritt der Patient mit geschlossenen Augen gleichmäßig auf einer Stelle. Dabei ist es wichtig, dass keine Orientierungspunkte (helle Lichtquellen, tickende Uhren) im Raum vorhanden sind. Der Test gilt als positiv, also auffällig, wenn der Patient während 50 Schritten mehr als 45° von der Ausgangsposition abdreht. Der Patient weicht bei einer einseitigen Läsion oder Erkrankung Schritt für Schritt zur erkrankten Seite ab.